# Udmurti

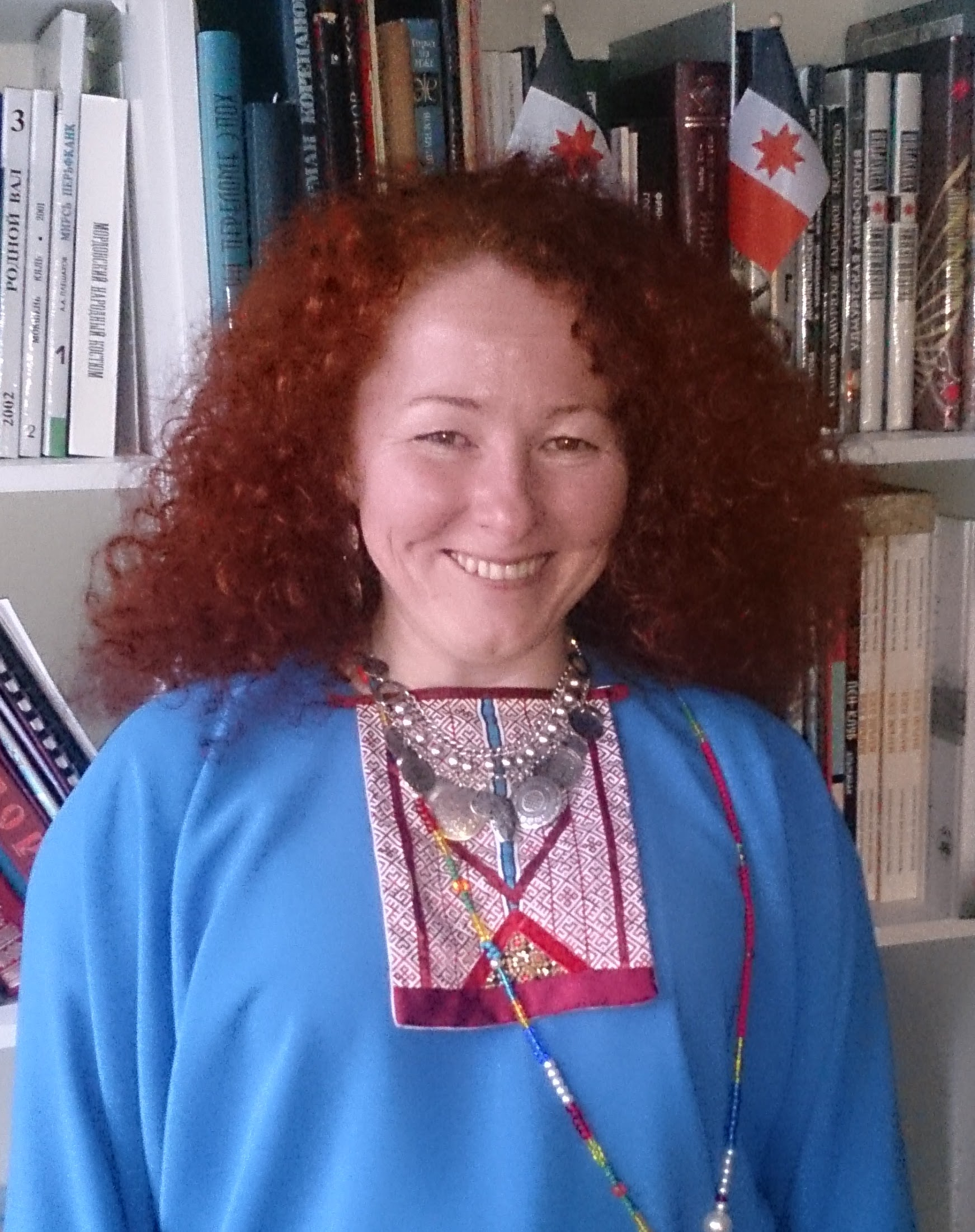
Udmurtská básnířka Muš Nadii v moderní úpravě udmurtského kroje

Udmurti či Udmurtové (udmurtsky Удмуртъёс/Udmurtjos) jsou evropský ugrofinský národ, žijící převážně v Ruské federaci v autonomní republice Udmurtsko. Jejich původní jazyk, udmurtština, patří do permjacké skupiny podobně jako komi. Okolo roku 2010 se k nim hlásilo asi 560 tisíc osob, v posledních dekádách jich poměrně rychle ubývá. Historicky byli nazýváni také Oťaky nebo Voťaky.
Udmurti se vyznačují mimořádně častým výskytem zrzavých lidí (údajně nejvíce na světě spolu s Iry), na oslavu toho se v jejich metropoli Iževsku pravidelně pořádá festival zrzavých vlasů.

## Tradiční udmurtské náboženství
Tradiční udmurtské náboženství se rusky nazývá udmurtské jazyčestvo (udmurtské pohanství), v němž je nejvyšší bůh nazýván Inmar, božstvo země Kyldyšin a bůh větru, deště a mraků Kuaž. Božstva v přírodninách jsou nazývána murtové, přičemž zvláštní úcta patří Slunci, Měsíci, Zemi a vodě. Původní udmurtské náboženství má zjevné paralely se starými náboženstvími Keltů a Slovanů.[zdroj?] Každá udmurtská vesnice nebo i rod má svůj posvátný háj ludňjuk, kde se odehrávají náboženské obřady. Zvláštní úcta náleží rodovým předkům.